# Универсал (клуб по хоккею с мячом)
«Универса́л» — команда по хоккею с мячом из Саратова. Выступает в Высшей лиге Первенства России по хоккею с мячом.

## История
В довоенные годы в Саратове базировалось несколько хоккейных команд, принимавших участие в Кубках СССР и РСФСР — «Динамо», ДО, «Спартак», «Локомотив».
С 1960 года саратовский «Труд» принимал участие в различных всесоюзных соревнованиях, с сезона 1982—1983 «Универсал» выступал в первой лиге Первенства СССР, С 1986 года — во второй.
В Первенствах России выступал во второй лиге в сезоне 1992—1993, получив повышение в классе специальным решением Федерации хоккея с мячом России. Также провёл во второй лиге сезон 1996-97.
Начиная с сезона 1993—1994 регулярно выступает в первой (высшей) лиге Первенства России. Участник финальных турниров 2000-01, 2001-02, 2002-03, 2004-05 (бронзовый призёр), 2009-10.

## Достижения
- Бронзовый призёр финального турнира первой лиги 2004—2005
- Чемпион Высшей Лиги 2012-2013